# István Hevesi

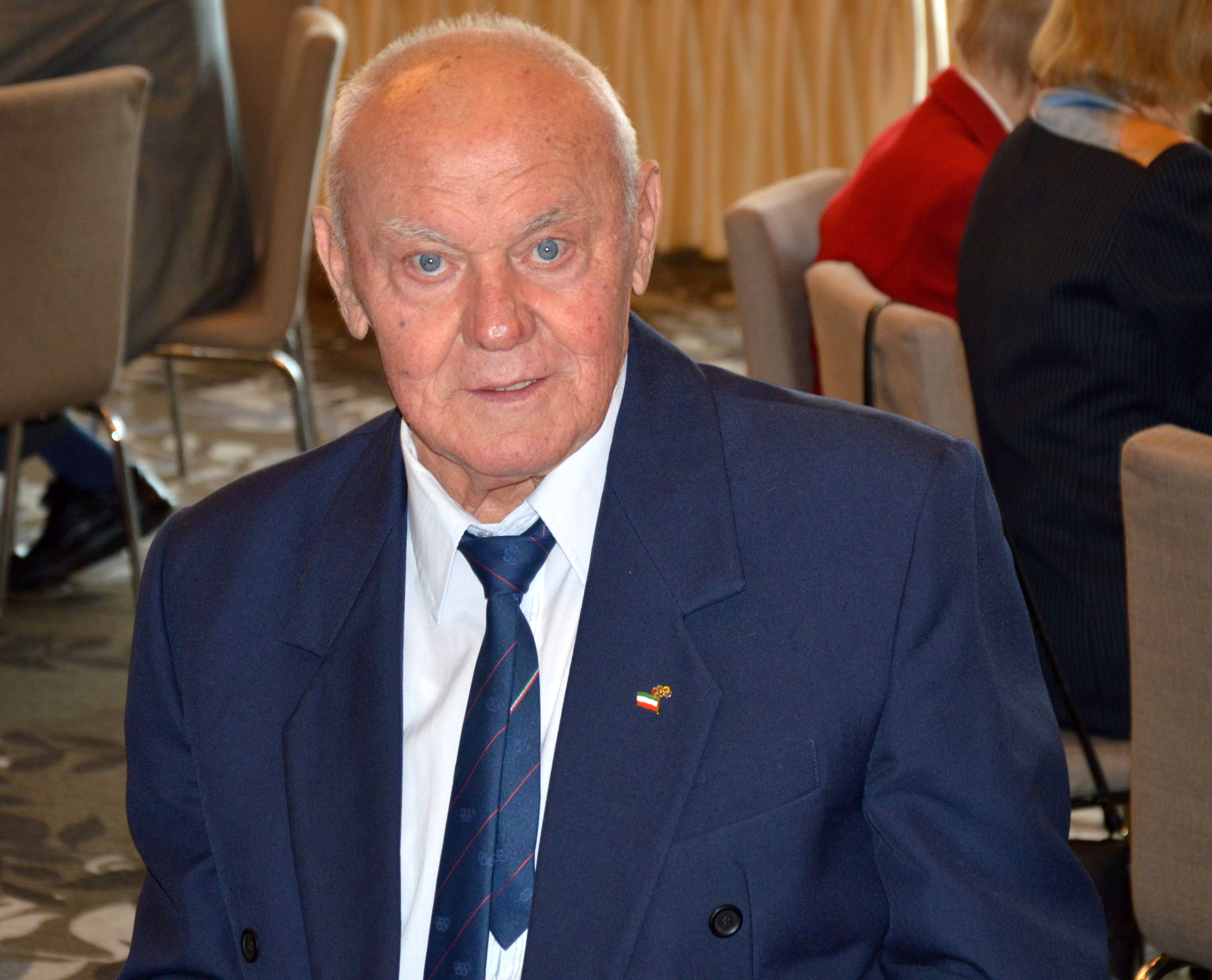
István Hevesi, 2013

István Hevesi (* 2. April 1931 in Eger, Königreich Ungarn; † 9. Februar 2018 in Budapest) war ein ungarischer Wasserballer.
István Hevesi bestritt 73 Länderspiele für Ungarn. Er wurde mit der ungarischen Wasserball-Nationalmannschaft 1956 Olympiasieger und gewann bei den Spielen 1960 Bronze. 1954 und 1958 wurde Hevesi mit der ungarischen Mannschaft Europameister. 
Nachdem 1956 der Ungarische Volksaufstand blutig niedergeschlagen worden war, gehörte Hevesi zu den sechs Spielern, die nach den Olympischen Spielen 1956 nicht unmittelbar nach Ungarn zurückkehrten. Bereits 1958 stand er aber wieder in der ungarischen Mannschaft.